# Stenstorps landskommun
Stenstorps landskommun var en tidigare kommun i dåvarande Skaraborgs län.

## Administrativ historik
När kommunbegreppet infördes i samband med att 1862 års kommunalförordningar trädde i kraft inrättades över hela landet cirka 2 400 landskommuner.
I Stenstorps socken i Gudhems härad i Västergötland inrättades denna kommun.
I kommunen inrättades 13 januari 1913 Stenstorps municipalsamhälle som upplöstes vid utgången av 1958.
Vid kommunreformen 1952 bildade den storkommun tillsammans med ytterligare åtta landskommuner, nämligen Borgunda, Brunnhem, Dala, Håkanstorp, Högstena, Segerstad, Södra Kyrketorp och Valtorp. 
Landskommunen ombildades till Stenstorps kommun vid kommunreformen 1971. Den 1 januari 1974 upplöstes den och samtliga delar fördes till Falköpings kommun.
Kommunkoden var 1952-1973 1628.

### Kyrklig tillhörighet
I kyrkligt hänseende tillhörde kommunen Stenstorps församling. Den 1 januari 1952 tillkom församlingarna Borgunda, Brunnhem, Dala, Håkantorp, Högstena, Segerstad, Södra Kyrketorp och Valtorp.

## Geografi
Stenstorps landskommun omfattade den 1 januari 1952 en areal av 145,70 km², varav 145,20 km² land.

### Tätorter i kommunen 1960
I Stenstorps landskommun fanns tätorten Stenstorp, som hade 1 308 invånare den 1 november 1960. Tätortsgraden i kommunen var då 36,0 procent.

## Politik

### Mandatfördelning i valen 1938-1970
| 8 | 12 |

| 20 |

| 7 | 13 |

| 20 |

| 7 | 13 |

| 20 |

| 9 | 14 | 7 | 5 |

| 35 |

| 9 | 9 | 9 | 5 | 3 |

| 34 |

| 8 | 12 | 6 | 9 |

| 32 |

| 10 | 4 | 11 | 4 | 6 |

| 34 |

| 9 | 3 | 12 | 5 | 6 |

| 32 |

| 10 | 4 | 13 | 4 | 4 |

| 29 | 6 |